# Sonate K. 11
Pour les articles homonymes, voir K11.
Pour un article plus général, voir Essercizi per gravicembalo.
La sonate K. 11 (F.527/L.352) en ut mineur est une œuvre pour clavier du compositeur italien Domenico Scarlatti. C'est la onzième sonate du seul recueil publié du vivant de l'auteur, les Essercizi per gravicembalo (1738), qui contient trente numéros.

## Présentation
La sonate K. 11, en ut mineur, est sans indication de mouvement.

## Édition et manuscrits
L'œuvre est imprimée dans le recueil des Essercizi per gravicembalo publié sans doute à Londres en 1738. Les autres sources en manuscrit sont Venise XIV 18 et Münster V 8.

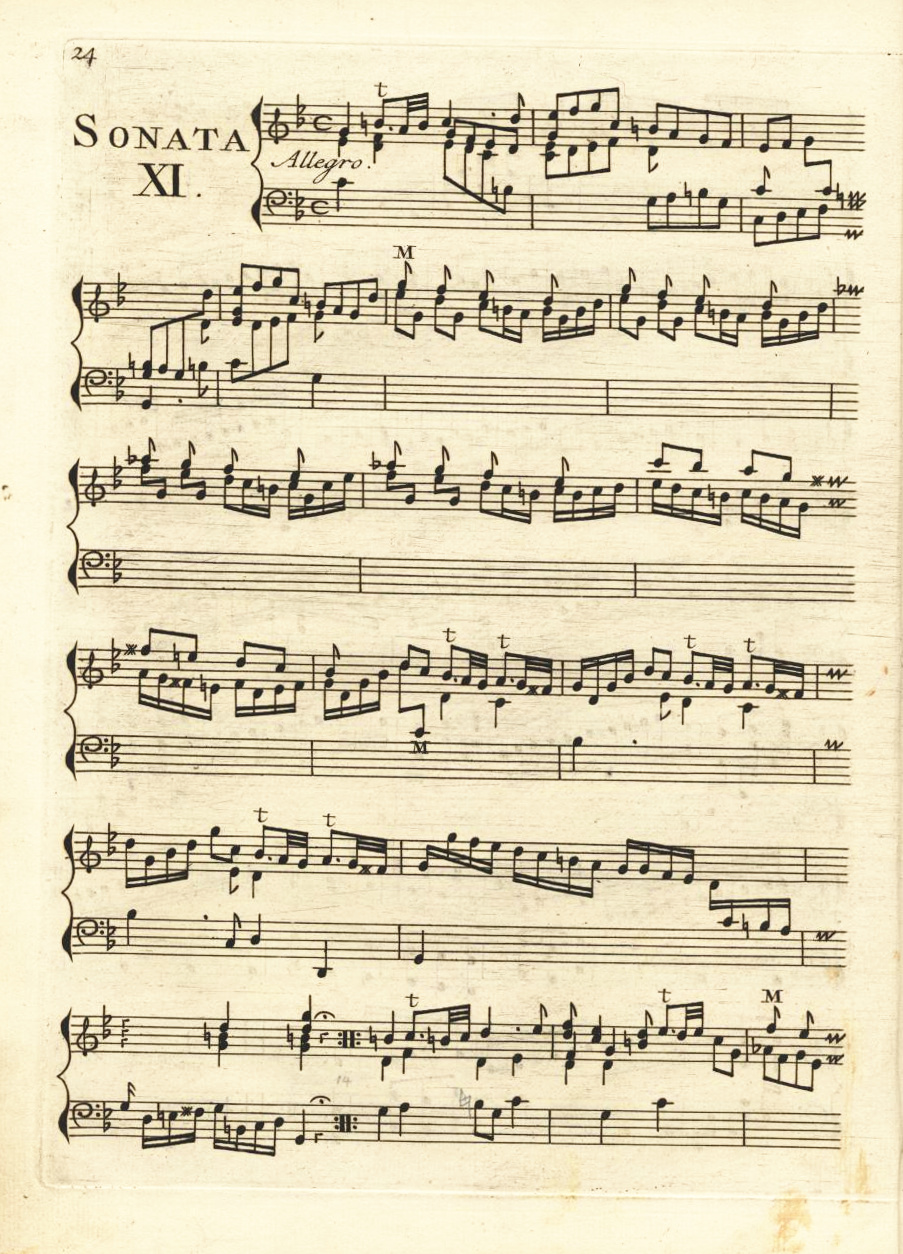
Amsterdam, 1742.
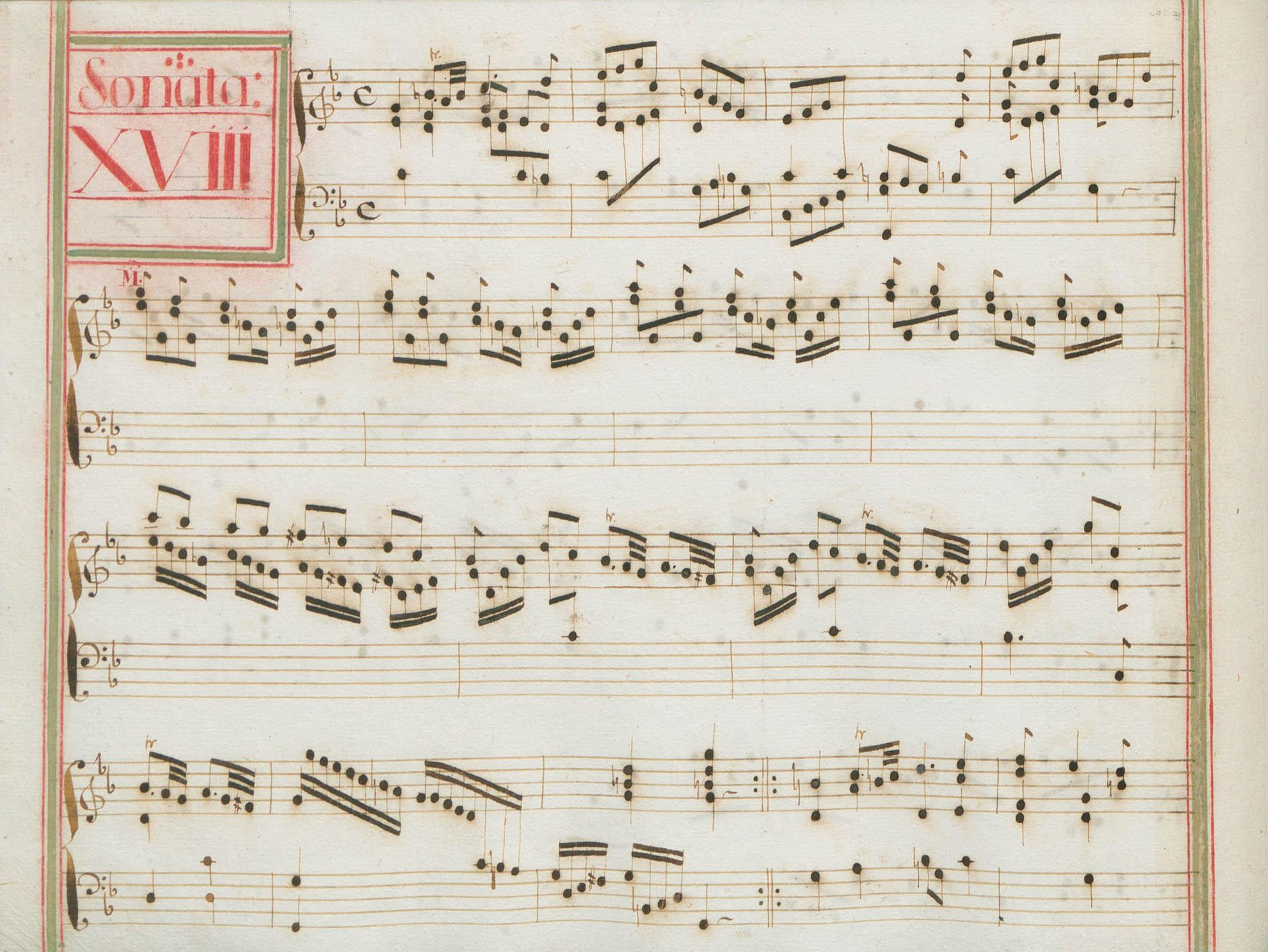
Venise XIV 18.

## Interprètes
La sonate K. 11 est souvent interprétée au piano, notamment par Arturo Benedetti Michelangeli (1942, Aura ; 1965, Decca), Alicia de Larrocha (1979, Decca), Dubravka Tomšič Srebotnjak (1987, Grosse Meister), Ivo Pogorelich (1992, DG), Mikhaïl Pletnev (1994, Virgin), Christian Zacharias (1994, EMI), Mūza Rubackytė (2000, Lyrinx), Valerie Tryon (2000, APR), Nikolaï Demidenko (2003, AGPL), Marcela Roggeri (2006, Transart), Christian Ihle Hadland (2018, Simax), Carlo Grante (2009, Music & Arts, vol. 1) et Alon Goldstein (2018, Naxos, vol. 24) ; au clavecin par Scott Ross (1976, Still et 1985 Erato), Bob van Asperen (1991, EMI), Joseph Payne (1990, BIS), Laura Alvini (1990 Nuova Era), Richard Lester (2001 et 2005, Nimbus, vol. 1 et 6), Kenneth Weiss (2007, Satirino), Emilia Fadini (2008, Stradivarius, vol. 11), Ignacio Prego (2020, Glossa) et Hank Knox (2021, Leaf Music).
Narciso Yepes et Alexander Frauchi (1981, Melodiya) l'interprètent à la guitare.

## Sources
: document utilisé comme source pour la rédaction de cet article.
- Ralph Kirkpatrick (trad. de l'anglais par Dennis Collins), Domenico Scarlatti, Paris, Lattès, coll. « Musique et Musiciens », 1982 (1re éd. 1953 (en)), 493 p. (OCLC 954954205, BNF 34689181).
- Alain de Chambure, « Domenico Scarlatti : Intégrale des sonates — Scott Ross », p. 172–175, Erato (2564-62092-2), 1985 (OCLC 891183737) .